# Anaxipha rufoguttata
Anaxipha rufoguttata är en insektsart som beskrevs av Lucien Chopard 1954. Anaxipha rufoguttata ingår i släktet Anaxipha och familjen syrsor. Inga underarter finns listade i Catalogue of Life.